# NGC 6286
NGC 6286 (również PGC 59352 lub UGC 10647) – galaktyka spiralna (Sb/P), znajdująca się w gwiazdozbiorze Smoka. Odkrył ją Lewis A. Swift 13 sierpnia 1885 roku. Oddziałuje grawitacyjnie z pobliską NGC 6285 i razem z nią została skatalogowana jako obiekt Arp 293 w Atlasie Osobliwych Galaktyk Haltona Arpa.